# 1694 в Україні

## Пам'ятні дати та ювілеї
- 750 з часу початку походу київського князя Ігора І Рюриковича на Константинополь та укладення Русько-візантійського мирного договору з імператором Романом I Лакапіном у 944 році за яким руським купцям дозволялось безмитно торгувати в Царгороді за зобов'язання захисту візантійських володінь у Криму;
- 725 років з часу початку другого Балканського походу київського князя Святослава у 969 році.
- 675 років з початку правління Ярослава Мудрого, Великого князя Київської  Русі у 1019 році.
- 600 років з часу у 1094 році:
  - захоплення  Олегом Святославичем з підтримкою половців Чернігова. Він розплатився зі своїми половецькими союзниками, віддавши їм Тмутороканське князівство, яке надалі в літописах не згадується.
- укладення миру Великим князем київським Святополком II Ізяславичем миру з половцями. Він узяв у дружини дочку Тугоркана, хана половецького;
- 550 років з часу у 1144 році:
  - створення Галицького князівства та перенесення князем Володимирком столиці до Галича. У місті спалахнуло повстання проти його правління, яке Володимирко придушив.
  - створення Галицького (Крилоського) Євангелія — однієї з найдавніших книжних пам'яток Київської Русі;
- 525 років з часу захоплення й розорення Києва об'єднаним військом 12 руських князів, очолюваним Андрієм Боголюбським у 1169 році.
- 500 років з часу переходу київського престолу перейшов до Рюрика Ростиславича після смерті Святослава Всеволодовича у 1194 році.;
- 450 років з часу перемоги Данила Галицького біля Мостищ над військом Ростислава Михайловича, претендента на галицький престол у 1244 році.
- 425 років з часу початку правління князя Володимира Васильковича (сина Василька Романовича, брата Данила Галицького) на Волині у 1269 році.
- 250 років з часу надання Магдебурзького права місту Житомиру у 1444 році.
- 225 років з часу надання Магдебурзького права місту Бібрці у 1469 році.
- 125 років з часу у 1569 році:
  - укладення Люблінської унії;
  - надання Магдебурзького права місту Яворову.
- 100 років з часу у 1594 році:
  - початку повстання під проводом Северина Наливайка;
  - вперше за свою історію Військо Запорозьке стало повноправним учасником міжнародної коаліції, уклавши договір із «Священною лігою» щодо спільної боротьби проти Османської імперії;
  - закладення замку у місті Жовква.

- 75 років з часу у 1619 році:
  - виходу «Граматики» Мелетія Смотрицького — першого повного видання церковнослов'янської  мови в українській редакції;
  - заснування Спасо-Преображенського Мгарського монастиря;
  - укладення Роставицької польсько-козацької угоди, за якою реєстр обмежувався трьома тисячами козаків і встановлювалася заборона їх походів до турецьких володінь;
  - першої відомої постановки українських інтермедій у містечку Кам'янка Струмилова на ярмарку;
  - офіційного визнання короля Луцького братства з наданням привілею на будівництво церкви і притулку;
  - морського походу козаків під рукою Якова Бородавки-Нероди на Тягиню.
- 50 років з часу у 1644 році:
  - Охматівської битви в якій Великий коронний гетьман Станіслав Конєцпольський а також князь Ярема Вишневецький розбили переважаючі сили татар Тугай-бея. Рештки втікачів розбив комісар Війська Запорозького Миколай Зацвіліховський біля річки Синюхи (нині Черкаська область);
- 25 років з часу у 1669 році:
  - поділу України на два гетьманства: на Правобережжі гетьманом під османським протекторатом залишився Петро Дорошенко, на Лівобережжі — гетьманом під московським протекторатом проголошено Дем'яна Многогрішного;
  - укладення новообраним лівобережним гетьманом Дем'яном Многогрішним україно-московської угоди — Глухівських статей (16 березня);
  - проголошення альтернативним гетьманом Правобережжя під польським протекторатом Михайла Ханенка;
  - обрання Кошовим отаманом Січі Лукаша Мартиновича.

### Видатних особистостей

#### Померли
- 200 років з дня смерті у 1494 році:
  - Юрія Михайловича Донат-Котермака, український філософ, астроном, уродженець міста Дрогобич, в 1481—1482 роках ректор Болоньського університету, в 1487—1494 роках професор Ягеллонського університету в Кракові, викладач Миколи Коперника;

## Особи

### Призначено, звільнено
- обрання Кошовим отаманом Війська Запорізького Івана Шарпила, а потім Петра Приму.

### Народились
- Олександр Борисович Бутурлін, генерал-фельдмаршал (1756 р,), головний командир Малоросійського тимчасового Правління гетьманського уряду (з 1 грудня 1741 р. по 11 червня 1742 рр.);
- Ігнатій Кульчинський, руський теолог й історик, автор першої історії української церкви[1], перший дослідник білоруських старожитностей[2];
- Пилип Федорів (Пилипенко), український військовий діяч, кошовий отаман Запорізької Січі;
- Яків Михайлович Пилипенко, полковий переяславський осавул;

### Померли
- Іван Васильович Дворецький, сотник Остерської сотні, київський полковий суддя;
- Степан Петрович Забіла, український державний та військовий діяч доби Гетьманщини, Генеральний хорунжий в уряді Гетьмана України Івана Самойловича;
- Юрій-Франц Кульчицький, український шляхтич, австрійський дипломат, герой «Віденської відсічі» 1683 року, згодом віденський підприємець, власник однієї з перших віденських кав'ярень. Вважається автором рецепту «віденської кави»;
- Олександр-Стефан Ходоровський, шляхтич, військовик, урядник Корони Польської в Речі Посполитій;

## Засновані, створені
- Трапезна церква Петра і Павла (Києво-Печерська лавра)
- Бубнівщина